# Ficza István
Ficza István (Érsekújvár, 1983. október 5. –) magyar színész.

## Életrajza
Szülővárosában végezte az általános iskolát, majd 2003-ban érettségizett a révkomáromi Selye János Gimnáziumban. A 2003/2004-es évadban a Vidám Színpadon (mai Centrál Színház) dolgozott stúdiósként, ahol díszítőmunkás és világító is volt. A 2004/2005-ös tanévben a Keleti István Művészeti Szakközépiskolában tanult, a 2005/2006-os évadban a Kolibri Színházban, itt a bábszínészetet tanulta meg, ezt követően a 2006/2007-és évadban az Új Színházban alkalmazták mint stúdióst, itt szerezte meg a színész II. minősítést. Negyedszeri próbálkozásra bekerült a Színház- és Filmművészeti Egyetemre, Máté Gábor osztályába járt, 2012-ben szerezte meg diplomáját. 2010 áprilisától harmadéves korában került az Örkény István Színházba gyakorlatra, 2012 februárjában szerződtette a társulathoz Mácsai Pál.

## Díjak, elismerések
- 2012 - Máthé Erzsi Alapítvány Kuratóriumának legjobb színész díja[3]
- 2013 – Arlecchino-díj a legjobb férfi alakításért (McDonagh: Vaknyugat – Átrium Film-Színház / Kultúrbrigád), Rétfalvi Tamással
- 2016, 2024 – Pünkösti Andor-díj[4]

## Fontosabb szerepei
- Bicke B. László (Tasnádi: Finito)
- Valene (McDonagh-gyakorlatok)
- Joe Durkin (Block: Pengeél)
- Dora apja (Bärfuss: Szüleink szexuális neurózisai)
- Titkárnő / Titkár (Jelinek: Mi történt, miután Nóra elhagyta a férjét, avagy a társaságok támaszai)
- Sebastian (Shakespeare: A vihar)
- Schwartz Adolf (Szigligeti-Mohácsi-Mohácsi: Liliomfi)
- Dokkmunkás (Arthur Miller: Pillantás a hídról)
- Falconbridge Róbert, Lajos (Dürrenmatt: János király)
- Hennike (Jógyerekek képeskönyve)
- Narrátor, Postás, Gyula (Örkény István: Tóték)
- Kieselack (A kék angyal)
- Arra járó (Csehov: Meggyeskert)
- Csoda és Kósza szereplő
- Guildenstern (Shakespeare: Hamlet)
- Az író (Jászberényi Sándor: A lélek legszebb éjszakája)
- Anyám tyúkja 1. és 2. szereplő
- Nézzünk bizakodva a jövőbe! - szereplő
- Párisz (Kertész utcai Shaxpeare-mosó)
- Happy (Arthur Miller: Az ügynök halála)
- Isten (Bertold Brecht: A szecsuáni jó ember)
- Az ajtó
- Szex. Újra. El.
- István (Szaturnusz gyűrűje)
- Poitiers férje, Henri, szakreferens (Jean-Luc Lagarce: A várományos)
- Harmadik énekes (A krétakör)
- Schwechtje Mihály: Az örökség

## Filmes és televíziós szerepei
- Tóth János (2017) ...Manager
- Drága örökösök (2019) ...Krisztián
- Seveled (2019) ...Pap
- Egyszer volt Budán Bödör Gáspár (2020) ...Visszafogott férfi
- A halálügyész (2022) ...Földes Gábor
- A hattyú (2022) ...Albert főherceg
- A renitens (2025) ...Dobák

## CD-k és hangoskönyvek
- Jászberényi Sándor: A lélek legszebb éjszakája